# O Portuguez (1826)
O Português, Diário Político, Literário e Económico publicou-se em Lisboa, entre 30 de outubro de 1826 e 17 setembro de 1827, com início num simples prospeto continuado por mais 255 números, cuja temática central se resume na sua proclamação patriótica: «Nós todos os Portugueses quantos somos, queremos a Carta, só a Carta, nada mais nem menos que a Carta.» Na elaboração e redação de O Português, constam vários nomes de senhores , alguns deles homens de letras, a saber: Paulo Midosi e seu irmão Luís Francisco Midosi , Almeida Garrett, Carlos Morato Roma, Joaquim Larcher e António Maria Couceiro.